# رافاييل مونتيرو
رافاييل مونتيرو (بالإسبانية: Rafael Montero)‏ هو دراج تشيلي، (و. 1913  م).

## وصلات خارجية
- رافاييل مونتيرو على موقع إحصائيات الدراجات الإحترافية (الإنجليزية)
- رافاييل مونتيرو على موقع اللجنة الأولمبية الدولية (الإنجليزية)
- رافاييل مونتيرو على موقع أوليمبيديا (الإنجليزية)